# Penanggalan (plaats)
Penanggalan is een bestuurslaag in het regentschap Subulussalam van de provincie Atjeh, Indonesië. Penanggalan telt 4647 inwoners (volkstelling 2010).